# Beta Peak
Beta Peak är en bergstopp i Antarktis. Den ligger i Östantarktis. Nya Zeeland gör anspråk på området. Toppen på Beta Peak är 1 620 meter över havet, eller 65 meter över den omgivande terrängen. Bredden vid basen är 4,7 km.
Terrängen runt Beta Peak är huvudsakligen platt, men den allra närmaste omgivningen är kuperad. Trakten är obefolkad. Det finns inga samhällen i närheten.